# Rubus spinulatus
Rubus spinulatus är en rosväxtart som beskrevs av Jean Nicolas Boulay. Rubus spinulatus ingår i släktet rubusar, och familjen rosväxter. Inga underarter finns listade i Catalogue of Life.